# 小行星6518
小行星6518（英語：6518 Vernon）是一颗围绕太阳公转的小行星。1990年3月23日，埃莉諾·赫琳在帕洛马山发现了此天体。
这颗小行星的绝对星等为57.94889等。